# Puchar Sześciu Narodów U-20 2021
Puchar Sześciu Narodów U-20 2021 – czternasta edycja Pucharu Sześciu Narodów U-20, międzynarodowych rozgrywek w rugby union dla reprezentacji narodowych do lat dwudziestu. Zawody odbyły się w dniach 19 czerwca – 13 lipca 2021 roku, a zwyciężyła w nich reprezentacja Anglii, która pokonała wszystkich rywali i tym samym zdobyła dodatkowo Wielkiego Szlema.
W styczniu 2021 roku zdecydowano, że rozgrywki w kategorii U-20 – podobnie jak zawody żeńskie – nie odbędą się tradycyjnie w tym samym okresie, co Puchar Sześciu Narodów 2021, w kolejnym miesiącu ogłoszono, że zostaną zorganizowane na przełomie czerwca i lipca w pełnym systemie kołowym, jednak skondensowanym czasowo. Szczegółowy harmonogram rozgrywek opublikowano w połowie maja 2021 roku, ze wszystkimi meczami rozegranymi na jednym stadionie.
Z kompletem zwycięstw w turnieju zwyciężyli Anglicy, zaś najlepszym zawodnikiem został wybrany kapitan triumfatorów, Jack van Poortvliet.

## Mecze
| 19 czerwca 202114:00 | Szkocja U-20                              | 7:38(7:14) | Irlandia U-20 | Cardiff Arms Park, Cardiff Sędzia: Gianluca Gnecchi |
| 19 czerwca 202114:00 | Cameron Scott 2 (pd) Elliot Gourlay 5 (P) | 7:38(7:14) | Alex Kendellen 5 (P) Alex Soroka 5 (P) James Humphreys 2 (pd) Jamie Osborne 5 (P) Sam Illo 5 (P) Shane Jennings 5 (P) Tim Corkery 4 (2pd) | Cardiff Arms Park, Cardiff Sędzia: Gianluca Gnecchi |
| 19 czerwca 202114:00 | Michael Gray · Harri Morris               | 7:38(7:14) | | Cardiff Arms Park, Cardiff Sędzia: Gianluca Gnecchi |

| 19 czerwca 202117:00 | Anglia U-20                                                                                        | 38:22(3:19) | Francja U-20                                  | Cardiff Arms Park, Cardiff Sędzia: Chris Busby |
| 19 czerwca 202117:00 | Arthur Relton 5 (P) Fin Smith 13 (5pd K) Lucas Brooke 5 (P) Orlando Bailey 5 (P) Sam Riley 10 (2P) | 38:22(3:19) | Nelson Epee 15 (3P) Thibault Debaes 7 (2pd K) | Cardiff Arms Park, Cardiff Sędzia: Chris Busby |

| 19 czerwca 202120:00 | Włochy U-20                                        | 8:25(5:13) | Walia U-20                    | Cardiff Arms Park, Cardiff Sędzia: Nika Amashukeli |
| 19 czerwca 202120:00 | Ion Neculai 5 (P) Manfredi Albanese 3 (K)          | 8:25(5:13) | Sam Costelow 18 (dg 5K)       | Cardiff Arms Park, Cardiff Sędzia: Nika Amashukeli |
| 19 czerwca 202120:00 | Filippo Drago · Lorenzo Cannone · Nicola Piantella | 8:25(5:13) | Garyn Phillips · Harri Deaves | Cardiff Arms Park, Cardiff Sędzia: Nika Amashukeli |

| 25 czerwca 202114:00 | Anglia U-20                                                                                           | 31:12(19:5) | Szkocja U-20                                                            | Cardiff Arms Park, Cardiff Sędzia: Nika Amashukeli |
| 25 czerwca 202114:00 | Arthur Relton 5 (P) Deago Bailey 5 (P) Fin Smith 11 (P 3pd) Jack van Poortvliet 5 (P) Sam Riley 5 (P) | 31:12(19:5) | Cameron Scott 2 (pd) Christian Townsend 5 (P) Ollie Leatherbarrow 5 (P) | Cardiff Arms Park, Cardiff Sędzia: Nika Amashukeli |
| 25 czerwca 202114:00 | Sam Riley · Lucas Brooke                                                                              | 31:12(19:5) |                                                                         | Cardiff Arms Park, Cardiff Sędzia: Nika Amashukeli |

| 25 czerwca 202117:00 | Włochy U-20                                                        | 11:13(8:13) | Francja U-20                              | Cardiff Arms Park, Cardiff Sędzia: Adam Leal |
| 25 czerwca 202117:00 | Alessandro Garbisi 3 (K) Manfredi Albanese 3 (K) Simone Gesi 5 (P) | 11:13(8:13) | Edgar Retiere 8 (pd 2K) Nelson Epee 5 (P) | Cardiff Arms Park, Cardiff Sędzia: Adam Leal |

| 25 czerwca 202120:00 | Walia U-20                                                  | 12:40(0:17) | Irlandia U-20                                                                                             | Cardiff Arms Park, Cardiff Sędzia: Tual Trainini |
| 25 czerwca 202120:00 | Alex Mann 5 (P) Carrick McDonough 5 (P) Sam Costelow 2 (pd) | 12:40(0:17) | Alex Kendellen 5 (P) Cathal Forde 5 (P) Chris Cosgrave 5 (P) Daniel Okeke 5 (P) Nathan Doak 20 (P 3pd 3K) | Cardiff Arms Park, Cardiff Sędzia: Tual Trainini |
| 25 czerwca 202120:00 | Carrick McDonough                                           | 12:40(0:17) | Shane Jennings                                                                                            | Cardiff Arms Park, Cardiff Sędzia: Tual Trainini |

| 1 lipca 202114:00 | Szkocja U-20        | 3:43(3:23) | Włochy U-20 | Cardiff Arms Park, Cardiff Sędzia: Tual Trainini |
| 1 lipca 202114:00 | Cameron Scott 3 (K) | 3:43(3:23) | Flavio Pio Vaccari 5 (P) Ion Neculai 5 (P) Leonardo Marin 10 (2pd 2K) Lorenzo Pani 5 (P) Luca Andreani 5 (P) Manfredi Albanese 5 (P) Mirco Spagnolo 5 (P) Nicolo Teneggi 3 (K) | Cardiff Arms Park, Cardiff Sędzia: Tual Trainini |
| 1 lipca 202114:00 | Simone Gesi         | 3:43(3:23) | | Cardiff Arms Park, Cardiff Sędzia: Tual Trainini |

| 1 lipca 202117:00 | Francja U-20 | 36:19(26:7) | Walia U-20                                                                       | Cardiff Arms Park, Cardiff Sędzia: Gianluca Gnecchi |
| 1 lipca 202117:00 | Alexandre Tchaptchet 10 (2P) Enzo Reybier 5 (P) Matthias Haddad 5 (P) Nolann Le Garrec 11 (4pd K) Thibault Debaes 5 (P) | 36:19(26:7) | Jacob Beetham 10 (2P) Morgan Richards 5 (P) Sam Costelow 2 (pd) Will Reed 2 (pd) | Cardiff Arms Park, Cardiff Sędzia: Gianluca Gnecchi |
| 1 lipca 202117:00 | Alex Mann · Eddie James                                                                                                 | 36:19(26:7) |                                                                                  | Cardiff Arms Park, Cardiff Sędzia: Gianluca Gnecchi |

| 1 lipca 202120:00 | Irlandia U-20                                                 | 15:24(0:7) | Anglia U-20                                                                    | Cardiff Arms Park, Cardiff Sędzia: Adam Jones |
| 1 lipca 202120:00 | Alex Soroka 5 (P) Eoin de Buitléar 5 (P) Nathan Doak 5 (pd K) | 15:24(0:7) | Ewan Richards 10 (2P) Fin Smith 4 (2pd) Phil Brantingham 5 (P) Sam Riley 5 (P) | Cardiff Arms Park, Cardiff Sędzia: Adam Jones |
| 1 lipca 202120:00 | Chris Cosgrave · Daniel Okeke                                 | 15:24(0:7) | Nahum Merigan                                                                  | Cardiff Arms Park, Cardiff Sędzia: Adam Jones |

| 7 lipca 202114:00 | Włochy U-20                                                               | 23:30(23:12) | Irlandia U-20                                                                                 | Cardiff Arms Park, Cardiff Sędzia: Sam Grove-White |
| 7 lipca 202114:00 | Leonardo Marin 13 (P pd 2K) Simone Gesi 5 (P) Tommaso Di Bartolomeo 5 (P) | 23:30(23:12) | Alex Kendellen 10 (2P) Eoin de Buitléar 5 (P) George Saunderson 5 (P) Nathan Doak 10 (2pd 2K) | Cardiff Arms Park, Cardiff Sędzia: Sam Grove-White |
| 7 lipca 202114:00 | Luca Andreani                                                             | 23:30(23:12) | Jude Postlethwaite                                                                            | Cardiff Arms Park, Cardiff Sędzia: Sam Grove-White |

| 7 lipca 202117:00 | Francja U-20                                                                                                   | 45:21(31:14) | Szkocja U-20                                                               | Cardiff Arms Park, Cardiff Sędzia: Adam Jones |
| 7 lipca 202117:00 | Enzo Reybier 5 (P) Leo Barre 5 (P) Maxime Baudonne 10 (2P) Nolann Le Garrec 9 (3pd K) Theo Idjellidaine 2 (pd) | 45:21(31:14) | Euan Cunningham 6 (3pd) Patrick Harrison 10 (2P) Ollie Leatherbarrow 5 (P) | Cardiff Arms Park, Cardiff Sędzia: Adam Jones |
| 7 lipca 202117:00 | Theo Ntamack · Enzo Reybier                                                                                    | 45:21(31:14) | Michael Jones · Ollie Melville · Tom Banatvala                             | Cardiff Arms Park, Cardiff Sędzia: Adam Jones |

| 7 lipca 202120:00 | Walia U-20                    | 3:45(3:19) | Anglia U-20 | Cardiff Arms Park, Cardiff Sędzia: Chris Busby |
| 7 lipca 202120:00 | Sam Costelow 3 (K)            | 3:45(3:19) | Arthur Relton 10 (2P) Fin Smith 4 (2pd) Jack Clement 5 (P) Jack van Poortvliet 5 (P) Nahum Merigan 10 (2P) Orlando Bailey 2 (pd) Sam Riley 5 (P) Tommy Mathews 4 (2pd) | Cardiff Arms Park, Cardiff Sędzia: Chris Busby |
| 7 lipca 202120:00 | Christ Tshiunza · Efan Daniel | 3:45(3:19) | Harvey Beaton | Cardiff Arms Park, Cardiff Sędzia: Chris Busby |

| 13 lipca 202114:00 | Anglia U-20                                                                         | 27:17(17:0) | Włochy U-20                                                             | Cardiff Arms Park, Cardiff Sędzia: Hollie Davidson |
| 13 lipca 202114:00 | Arthur Relton 10 (2P) Jack Bates 5 (P) Orlando Bailey 5 (P) Tommy Mathews 7 (2pd K) | 27:17(17:0) | Ion Neculai 5 (P) Mattia Ferrarin 7 (2pd K) Tommaso Di Bartolomeo 5 (P) | Cardiff Arms Park, Cardiff Sędzia: Hollie Davidson |
| 13 lipca 202114:00 | Flavio Pio Vaccari · Nicola Piantella                                               | 27:17(17:0) |                                                                         | Cardiff Arms Park, Cardiff Sędzia: Hollie Davidson |

| 13 lipca 202116:45 | Irlandia U-20                                                      | 28:34(20:24) | Francja U-20 | Cardiff Arms Park, Cardiff Sędzia: Sam Grove-White |
| 13 lipca 202116:45 | Alex Kendellen 10 (2P) Jamie Osborne 5 (P) Nathan Doak 13 (2pd 3K) | 28:34(20:24) | Louis Bielle Biarrey 5 (P) Nolann Le Garrec 14 (4pd 2K) Paul Mallez 5 (P) Pierre Bochaton 5 (P) Thibault Debaes 5 (P) | Cardiff Arms Park, Cardiff Sędzia: Sam Grove-White |
| 13 lipca 202116:45 | Killian Tixeront                                                   | 28:34(20:24) | | Cardiff Arms Park, Cardiff Sędzia: Sam Grove-White |

| 13 lipca 202120:00 | Szkocja U-20                                                                          | 24:32(17:19) | Walia U-20                                                                           | Cardiff Arms Park, Cardiff Sędzia: Adam Leal |
| 13 lipca 202120:00 | Ben Muncaster 5 (P) Cameron Scott 9 (3pd K) Michael Gray 5 (P) Patrick Harrison 5 (P) | 24:32(17:19) | Cameron Jones 5 (P) Christ Tshiunza 5 (P) Joe Hawkins 5 (P) Sam Costelow 10 (2pd 2K) | Cardiff Arms Park, Cardiff Sędzia: Adam Leal |
| 13 lipca 202120:00 | Ollie Melville                                                                        | 24:32(17:19) | Harri Deaves                                                                         | Cardiff Arms Park, Cardiff Sędzia: Adam Leal |